# Sân vận động Nuuk
Sân vận động Nuuk là một sân vận động đa chức năng ở Nuuk, Greenland. Hiện nay, nó được sử dụng cho các trận đấu bóng đá. Sân vận động này có sức chứa khoảng 2.000 người.
Tháng 7, 2016, cỏ nhân tạo chuẩn 2 sao của FIFA  được sử dụng cho sân vận động Nuuk. Cỏ nhân tạo 2 sao chuẩn FIFA phù hợp với tất cả các trận đấu của UEFA.

## Các mục đích khác
Sân vận động còn được sử dụng cho các mục đích giải trí. Vào ngày 2 tháng 12 năm 2007, nhóm nhạc Scotland Nazareth đã trình diễn bài Love Hurts tại đây. Vào ngày 1 tháng 4 năm 2011, ca sĩ Suzi Quatro cũng đã biểu diễn tại đây.